# Ronald Hill
Der Ronald Hill ist ein 105 m hoher, felsiger und eisfreier Hügel auf Deception Island im Archipel der Südlichen Shetlandinseln. Er ragt nördlich des Kroner Lake auf.
Der norwegische Geologe Olaf Holtedahl kartierte, fotografierte und benannte ihn im Zuge der vom norwegischen Walfangunternehmer Lars Christensen finanzierten ersten Antarktisfahrt mit der Norvegia (1927–1928). Namensgeber ist die SS Ronald, ein Fabrikschiff der britischen Hektor Whaling Company, das ab 1911 lange Jahre für den Walfang vor Deception Island vor Anker lag.